# Загадка механічного горобця
«Загадка механічного горобця» — дебютний роман британської дитячої письменниці Кетрін Вудфайн, уперше опублікований 2015 року в Egmont Publishing. Перша книга у серії «Таємниці універмагу "Сінклер"», тетралогії загадково-пригодницьких романів в Англії епохи короля Едварда VII (1901-1910 рр.). 
«Загадка механічного горобця» став дитячою книгою місяця книгарні Waterstones (червень, 2015). 
Авторка написала цей роман під натхненням власної любові до класичних дитячихї пригодницьких історій Едіт Несбіт, Френсіс Годґсон Бернет, Енід Мері Блайтон, Ненсі Дрю. 

## Сюжет
Залишившись без гроша після смерті батька, Софі мріє працювати у відділі капелюшків «Сінклера», який незабаром стане найбільшим та наймоднішим універмагом Лондона. Там вона потоваришує з Біллі, молодшим посильним, і прекрасною Ліл, яка вдень є однією з моделей універмагу, а вечорами — майбутньою акторкою. Одного раз, разом із волоцюгою Джо вони з'ясують, хто викрав безкінні коштовності
Напередодні офіційного відкриття універмагу відбувається зухвале пограбування, зокрема й крадіжка безцінного Механічного Горобця. Коли Софі стає підозрюваною у цій крадіжці, єдине рішення — розгадати таємницю механічного горобця. Її друзі Ліл і Біллі допоможуть розкрити цей злочин. 

## Розташування
Універмаг «Сінклер» — це вигадка, але на його створення мене надихнули реальні історії лондонських універмагів. Зокрема багато чим ця книга завдячує історії універмагу «Селфріджс», відкритого в 1909 р. Гаррі Гордоном Селфріджем, але також «Ліберті», «Герродс», «Фортнем і Мейсон» та багатьом іншим відомим магазинам, які й досі працюють у Лондоні. На площі Пікаділлі, там, де мав би стояти «Сінклер», універмагу немає, але уявіть його приблизно на місці книгарні «Вотерстоунз» — колись там розташовувався універмаг «Сімпсон».

## Серія «Таємниці універмагу "Сінклер"»
До серії входить 4 романи:
1. Загадка механічного горобця (Урбіно, 2020)
2. Загадка коштовного метелика (Урбіно, 2020)
3. Загадка намальованого дракона
4. Загадка опівнічного павича

## Видання українською
Кетрін Вудфайн. Загадка механічного горобця / Переклад з англійської Ярослави Івченко, серія «Таємниці універмагу "Сінклер"». - Львів: Урбіно, 2020. - 238 ст.